# Lucius Aelius Sejanus
Lucius Aelius Sejanus (ca. 20 f.Kr.-18. oktober 31 e.Kr.) (Latin: L·AELIVS·SEIANVS) var en romersk ridder og prætorianerpræfekt, der i 31 næsten havde held med at vælte kejser Tiberius og gøre sig selv til kejser.
Sejanus var søn af Lucius Seius Strabo, men blev som ung adopteret af Aelius-familien. Strabo blev under kejser Augustus udnævnt til prætorianerpræfekt, og da Sejanus' ven Tiberius efterfulgte Augustus i 15 e.Kr., afløste han sin far, der havde fået det mere prestigefyldte hverv prefectus aegyptus (præfekt over Egypten). Som sin far var Sejanus enepræfekt og styrede prætorianergarden alene.
Da Tiberius' søn og arving Drusus Julius Caesar døde i 25, udnyttede Sejanus situationen til at øge sin magt. Da Tiberius to år senere trak sig tilbage til Capri, tog Sejanus reelt magten i Rom og indledte et rædselsregime.
I 31 besluttede Tiberius at gøre Sejanus til konsul, og Sejanus blev ved samme lejlighed forlovet med Tiberius' datter Livilla. De to begivenheder fik Sejanus til at tro så meget på sin egen position, at han besluttede at vælte Tiberius. Hans planer blev dog opdaget af Tiberius, der sendte et formelt brev til senatet. Sejanus var af den overbevisning, at brevet offentligt ville udpege ham som Tiberius' afløser, men det var i stedet en afsløring af Sejanus' plan og en dødsdom over ham. Han blev straks pågrebet og henrettet.